# Polycentropus mortoni
Polycentropus mortoni är en nattsländeart som beskrevs av Martin E. Mosely 1930. Polycentropus mortoni ingår i släktet Polycentropus och familjen fångstnätnattsländor. Inga underarter finns listade i Catalogue of Life.